# Брандон (Вермонт)
Брандон — город в округе Ратленд, штат Вермонт, США.
Город имеет площадь 104 км², из них поверхность воды — 0,26 км².
Среди знаменитостей связанных с городом политик Стивен Дуглас, изобретатель Томас Дэвенпорт.

## История
Когда первые европейские поселенцы пришли в этот район в середине 1770-х годов, они создали поселение Neshobe. Этот район был богат природными ресурсами с отличным сельхозугодьями вдоль рек и обильными запасами древесины и полезных ископаемых. Город процветал в течение 1800-х годов, здесь развивались несколько отраслей промышленности. В 1849 году через город прошла железная дорога, что позволило увеличить производство, упрощало торговлю.
Через селение прошла историческая военная дорога Crown Point Road, соединившая озеро Шамплейн с Атлантическим побережьем.
В XX веке основными отраслями промышленности стали производство молочных продуктов, животноводство и туризм.

## Демография
По данным переписи населения США 2000 года, численность населения составляла 3917 человек, насчитывалось 1572 домашних хозяйства и 1097 живущих в городе семей. Плотность населения 37,7 человек на км², плотность размещения домов — 16,5 на км². Расовый состав: 98,85 % белые, 0,15 % азиаты, 0,1 % чернокожие, 0,18 % коренных американцев, 0,71 % потомки двух и более рас.
По состоянию на 2000 год, медианный доход на одно домашнее хозяйство в городе составлял $35810, доход на семью $42455. У мужчин средний доход $27949, а у женщин $22576. Средний доход на душу населения $20516. 7,3 % семей или 11,2 % населения находились ниже порога бедности, в том числе 13,9 % молодёжи младше 18 лет и 10 % взрослых в возрасте старше 65 лет.